# Isabel Garcés
Isabel Garcés Cerezal (Madrid, 28 de enero de 1901-Madrid, 3 de febrero de 1981) fue una actriz española.
Se la recuerda especialmente por ser una compañera habitual (una abuela o una figura materna) en las películas de Marisol de los 1960.

## Biografía
Debutó sobre un escenario con tan solo siete años de edad, aunque su popularidad comenzó a manifestarse durante la década de los años 20, una vez que se especializó en papeles cómicos que interpretaba en la Compañía de Gregorio Martínez Sierra.
Llegó, en esa época, a convertirse en una auténtica estrella del teatro español y Jacinto Benavente escribió algunas obras para ella. Su carrera la consolidó como la primera actriz del Teatro Infanta Isabel de Madrid, del que fue cabeza de cartel durante más de treinta años y con cuyo propietario, Arturo Serrano, había contraído matrimonio. En el Teatro Infanta Isabel estrenó, por ejemplo, algunas de las famosas obras de Enrique Jardiel Poncela, como Angelina o el honor de un brigadier (1934), Un adulterio decente (1935), Cuatro corazones con freno y marcha atrás (1936), Carlo Monte en Montecarlo (1939), Un marido de ida y vuelta (1939), Las siete vidas del gato (1943) y Tú y yo somos tres (1945) y de Miguel Mihura: ¡Sublime decisión! (1955), La canasta (1955), Carlota (1957), Melocotón en almíbar (1958) y El chalet de Madame Renard (1961). 
También puso en escena piezas cómicas de otros autores como Carlos Arniches (El señor Badanas, 1930); Enrique Suárez de Deza (Mi distinguida familia, 1932); Adolfo Torrado (Chiruca, 1941, quizá su mayor éxito); José María Pemán (Diario íntimo de la tía Angélica, 1946) Jacinto Benavente (Su amante esposa, 1950; Al amor hay que mandarle al colegio, 1951; Ha llegado Don Juan, 1952), Tono (Guillermo Hotel, 1945, Retorcimiento, 1948), Joaquín Calvo Sotelo (Tánger, 1945), José López Rubio (La venda en los ojos, 1954; Un trono para Cristi, 1956) o Alfonso Paso (Cosas de papá y mamá, 1960; Las mujeres los prefieren pachuchos, 1963) y comedias de dramaturgos extranjeros como Arsénico y encaje antiguo (1945), de Joseph Kesselring y No entiendo a mi marido (1968), de Alan Ayckbourn. 
Rodó su primera película a la tardía edad de 58 y sus papeles respondían al prototipo de abuela dulce y despistada en películas cómicas, muchas veces como contrapunto humorístico de artistas infantiles como Pili y Mili y Marisol, con la que coincidió en seis películas. Colaboró hasta en tres películas de la recordada estrella Rocío Dúrcal, con la que estrechó una gran relación de amistad en adaptaciones cinematográficas tales como Las Leandras, que en 1969 supuso un éxito a nivel internacional para Isabel y demás artistas incluidos en el reparto, de la talla de Celia Gámez o Alfredo Landa, entre otros.
Isabel Garcés, una actriz que cubrió con su gran popularidad una época significativa de la escena española, murió el 3 de febrero de 1981 en la clínica Ruber de Madrid, a los ochenta años recién cumplidos, fue enterrada en el Cementerio de la Almudena de Madrid.

## Premios
Medallas del Círculo de Escritores Cinematográficos
| Año  | Categoría               | Película        | Resultado |
| ---- | ----------------------- | --------------- | --------- |
| 1959 | Mejor actriz secundaria | Una gran señora | Ganadora  |

## Filmografía
- Las bodas de Blanca  (1975)
- Una abuelita de antes de la guerra  (1975)
- Como matar a papá... sin hacerle daño  (1975)
- El reprimido (1974)
- Polvo eres ...  (1974)
- El abuelo tiene un plan  (1973)
- Busco tonta para fin de semana  (1973)
- Casa Flora  (1973)
- Las señoritas de mala compañía  (1973)
- Entre dos amores (1972)
- La novicia rebelde  (1971)
- Pierna creciente, falda menguante  (1970)
- No desearás al vecino del quinto  (1970)
- Las Leandras  (1969)
- El taxi de los conflictos  (1969)
- Cristina Guzmán  (1968)
- Solos los dos  (1968)
- Las cuatro bodas de Marisol  (1967)
- Búsqueme a esa chica  (1965)
- Como dos gotas de agua  (1963)
- Marisol rumbo a Río  (1963)
- La batalla del domingo  (1963)
- La casta Susana  (1963)
- Las hijas de Helena  (1963)
- Costa del sol malagueña (1963)
- Mentirosa  (1962)
- Prohibido enamorarse  (1961)
- Ha llegado un ángel  (1961)
- Mi noche de bodas  (1961)
- Mi último tango  (1960)
- Una gran señora (1959)